# Park Choon-ho

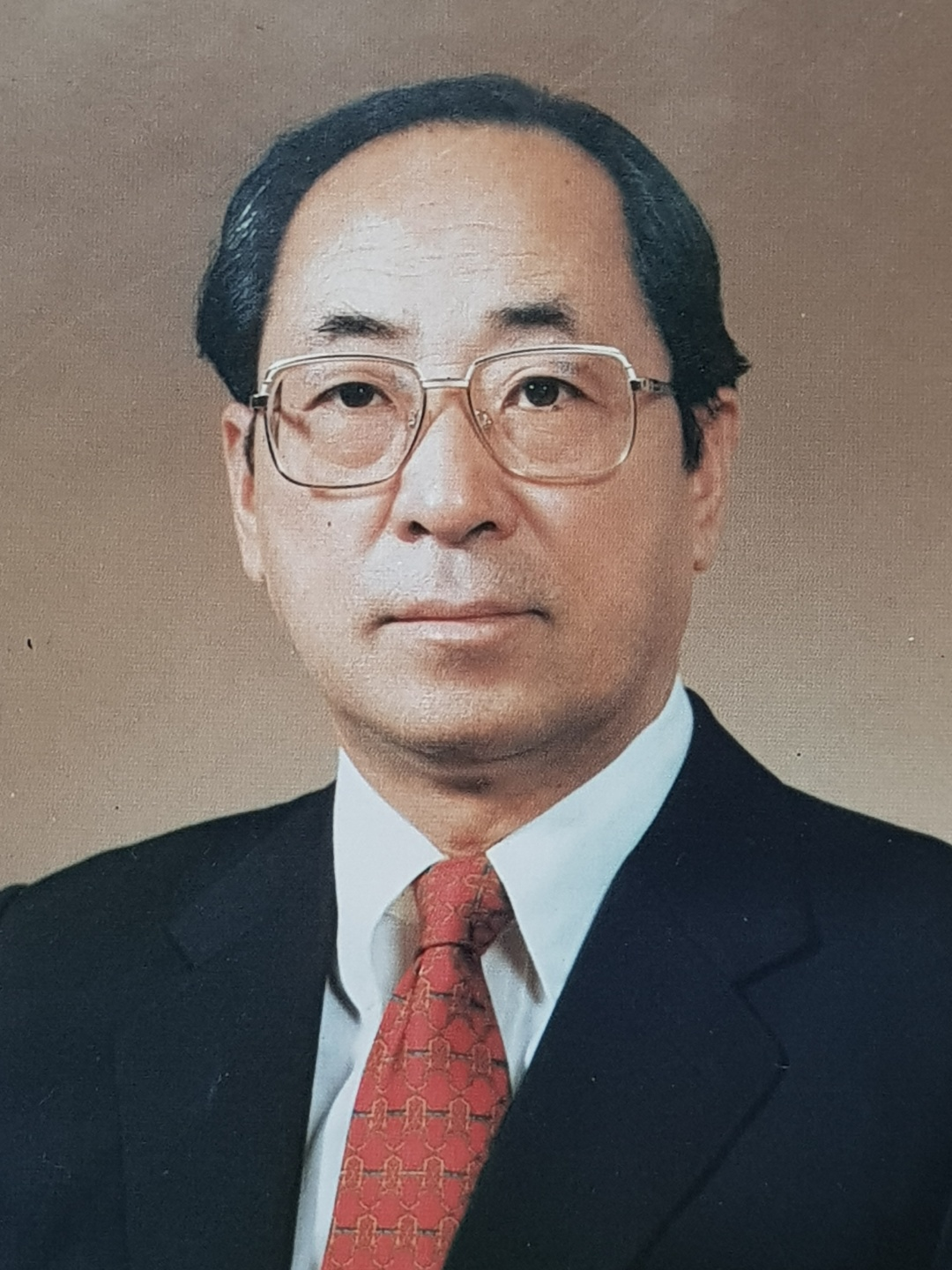
Park Choon-ho (1990)

Park Choon-ho (* 15. April 1930 in Namwon; † 12. November 2008 in Seoul) war ein südkoreanischer Jurist. Er wirkte von 1996 bis 2008 als Richter am Internationalen Seegerichtshof.

## Leben
Park Choon-ho absolvierte bis 1959 ein Studium der Politikwissenschaft an der Seoul National University, gefolgt von einem Studium der Angewandten Linguistik an der Universität Edinburgh bis 1965. 1971 promovierte er in Internationalem Recht ebendort. Bis 1982 war Park wissenschaftlicher Mitarbeiter an der Harvard Law School (1972–1978) und am East-West Center, Hawaii (1978–1982). Bis 2001 war er Professor für Internationales Recht zunächst an der Universität Korea (bis 1995), dann an der Seinan Gakuin Daigaku, Japan.
Park war von 1974 bis 1995 Mitglied der dritten Konferenz der Vereinten Nationen (UN) zum Seerecht, wo er sowohl Südkorea als auch die International Law Association repräsentierte, und der vorbereitenden Kommission zur Internationalen Meeresbodenbehörde und zum Internationalen Seegerichtshof. Ab 1997 war er ebenfalls Mitglied des Instituts für Völkerrecht. Seit dem 1. Oktober 1996 gehörte Park als Richter dem Internationalen Seegerichtshof in Hamburg an.
Park erhielt 1989 den Distinguished Scholarship Award der Akademie der Wissenschaften der Republik Korea und war von 1997 bis 2001 Distinguished Professor der Graduiertenschule für Internationales Recht an der Universität Korea und erhielt 1998 den Doctor of Law (honoris causa) von der Universität Edinburgh.
Park war seit 1977 Mitherausgeber mehrerer juristischer Fachzeitschriften, insbesondere zum Internationalen und Seerecht.

## Publikationen (Auswahl)
- The law of the sea - problems form the East Asian perspective ; proceedings of 2 workshops of the Law of the Sea Institute held in Seoul, Korea . The Law of the Sea Inst., Honolulu 1987, ISBN 0-911189-14-9.
- East Asia and the law of the Sea. Seoul National Univ. Pr., Seoul 1988.
- Judicial settlement of international maritime disputes - an overview of the current system. In: Stetson Law Review. 1999, ISSN 0739-9731, S. 1035.